# Kanadské královské námořnictvo
Kanadské královské námořnictvo (současný název je MARCOM – Canadian Forces Maritime Command) je námořní složkou ozbrojených sil Kanady. Kanadské válečné lodě mají před názvem zkratku HMCS – His Majesty's Canadian ship. V roce 2008 mělo námořnictvo celkem 33 hladinových lodí, 4 ponorky a 9000 námořníků.

## Složení

### Ponorky

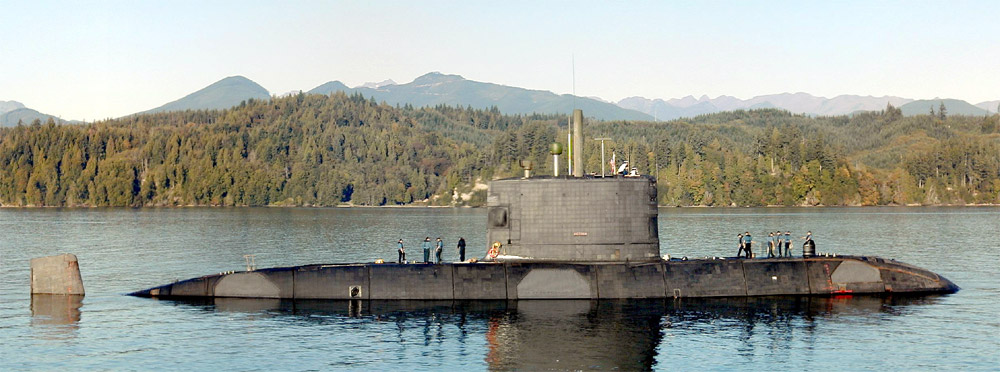
HMCS Victoria (SSK 876)

- Třída Victoria
  - HMCS Victoria (SSK 876)
  - HMCS Windsor (SSK 877)
  - HMCS Corner Brook (SSK 878)
  - HMCS Chicoutimi (SSK 879)

### Fregaty

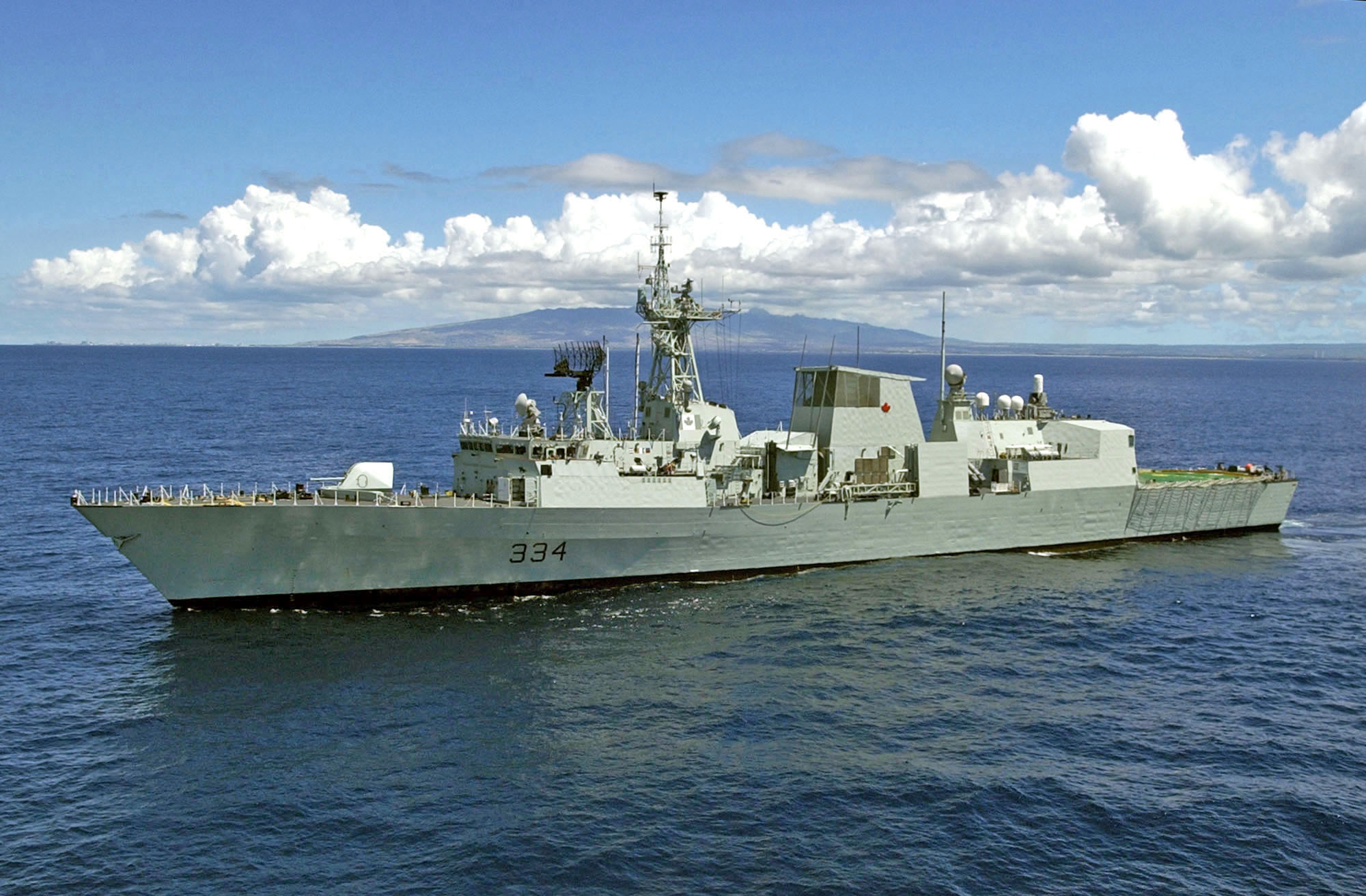
HMCS Regina (FFH 334)

- Třída Halifax
  - HMCS Halifax (FFH 330)
  - HMCS Vancouver (FFH 331)
  - HMCS Ville de Québec (FFH 332)
  - HMCS Toronto (FFH 333)
  - HMCS Regina (FFH 334)
  - HMCS Calgary (FFH 335)
  - HMCS Montréal (FFH 336)
  - HMCS Fredericton (FFH 337)
  - HMCS Winnipeg (FFH 338)
  - HMCS Charlottetown (FFH 339)
  - HMCS St. John's (FFH 340)
  - HMCS Ottawa (FFH 341)

### Hlídkové lodě
- Třída Harry DeWolf
  - HMCS Harry DeWolf (AOPV 430)
  - HMCS Margaret Brooke (AOPV 431)
  - HMCS Max Bernays (AOPV 432)
  - HMCS William Hall  (AOPV 433)

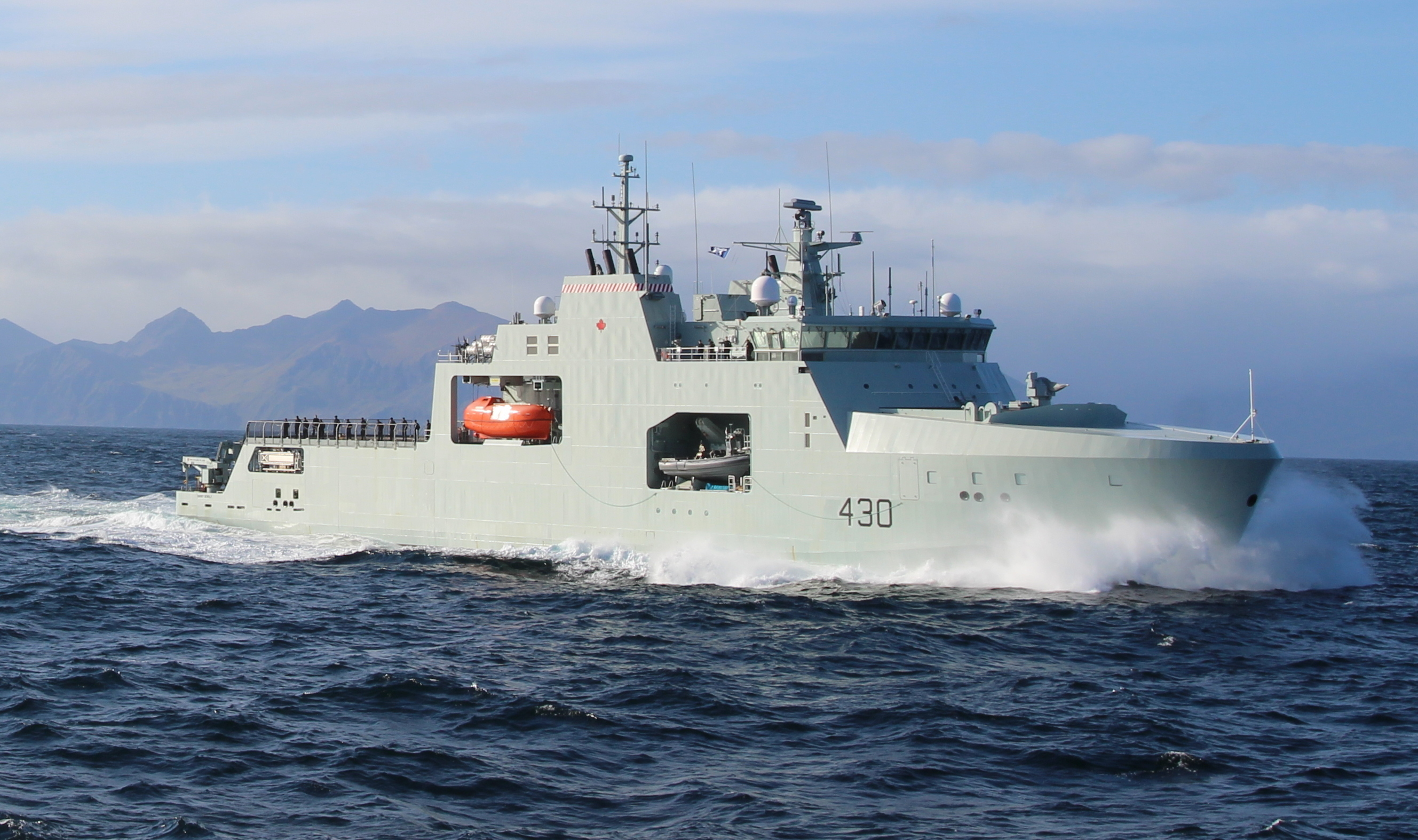
HMCS Harry DeWolf (430)

  - HMCS Frédérick Rolette  (AOPV 434)

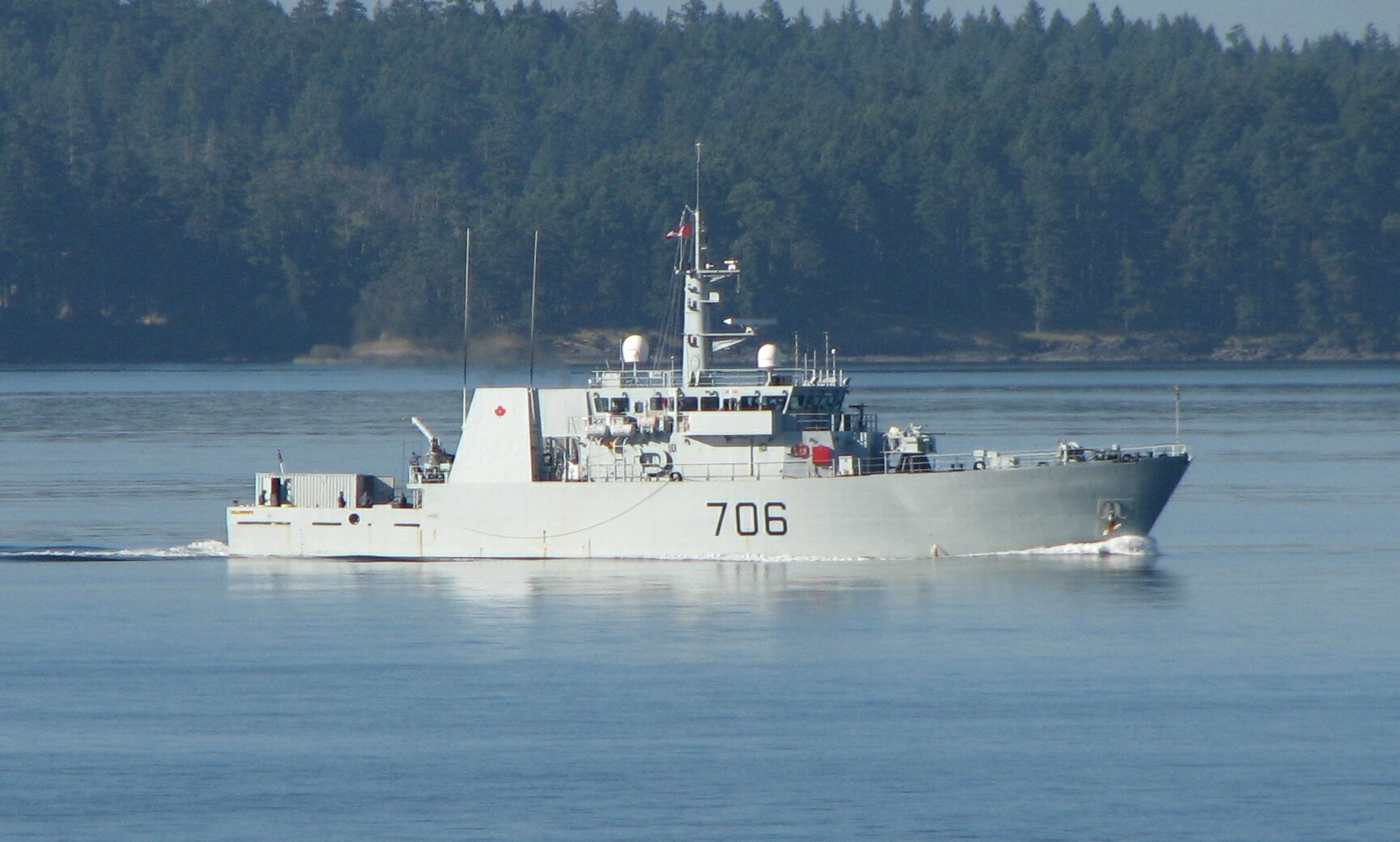
HMCS Yellowknife (MM 706)

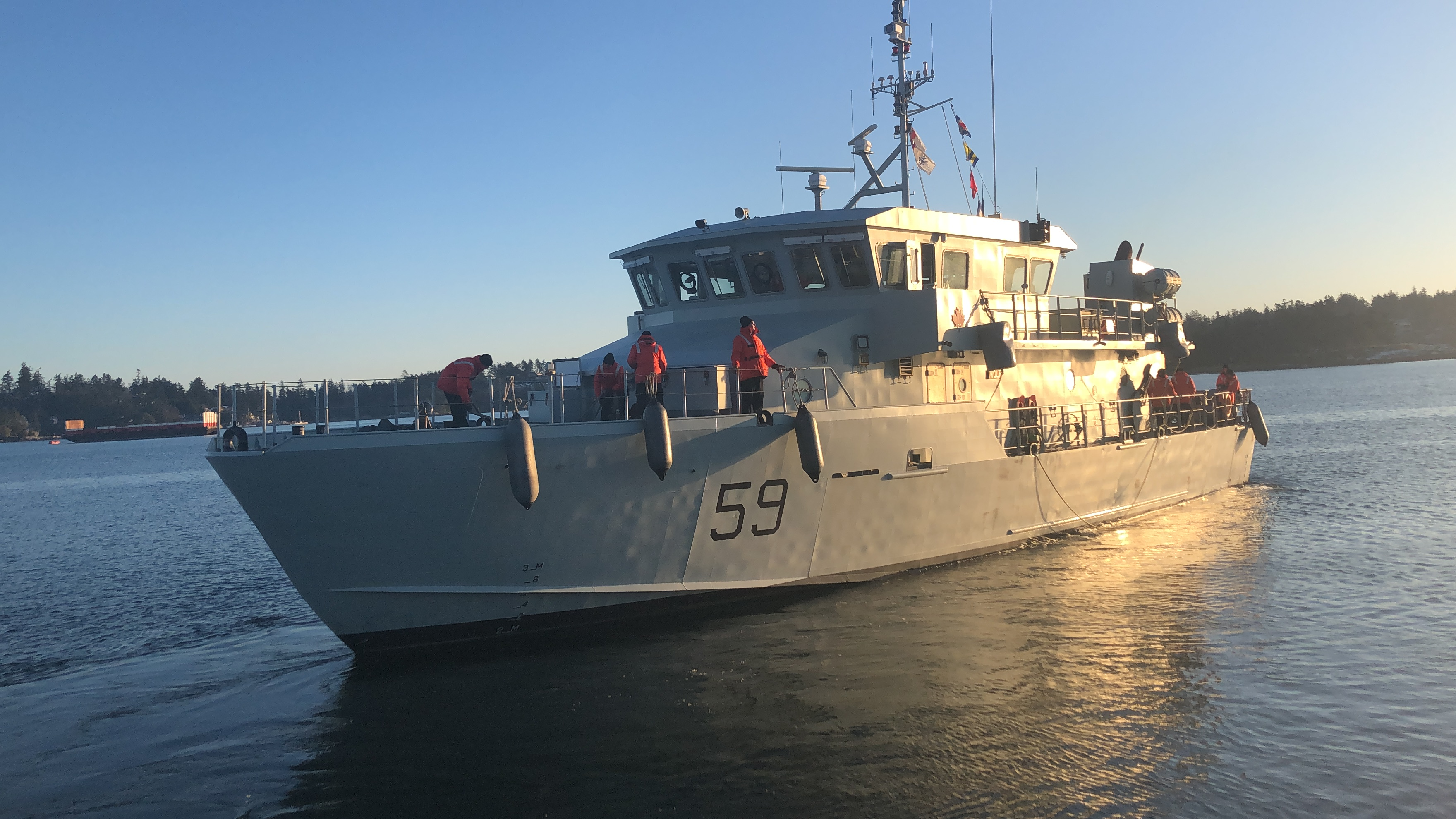
HMCS Wolf (PCT 59)

- Třída Kingston
  - HMCS Kingston (MM 700)
  - HMCS Glace Bay (MM 701)
  - HMCS Nanaimo (MM 702)
  - HMCS Edmonton (MM 703)
  - HMCS Shawinigan (MM 704)
  - HMCS Whitehorse (MM 705)
  - HMCS Yellowknife (MM 706)
  - HMCS Goose Bay (MM 707)
  - HMCS Moncton (MM 708)
  - HMCS Saskatoon (MM 709)
  - HMCS Brandon (MM 710)
  - HMCS Summerside (MM 711)

- Třída Orca
  - HMCS Orca (PCT 55)
  - HMCS Raven (PCT 56)
  - HMCS Caribou (PCT 57)
  - HMCS Renard (PCT 58)
  - HMCS Wolf (PCT 59)
  - HMCS Grizzly (PCT 60)
  - HMCS Cougar (PCT 61)
  - HMCS Moose (PCT 62)

### Pomocné lodě

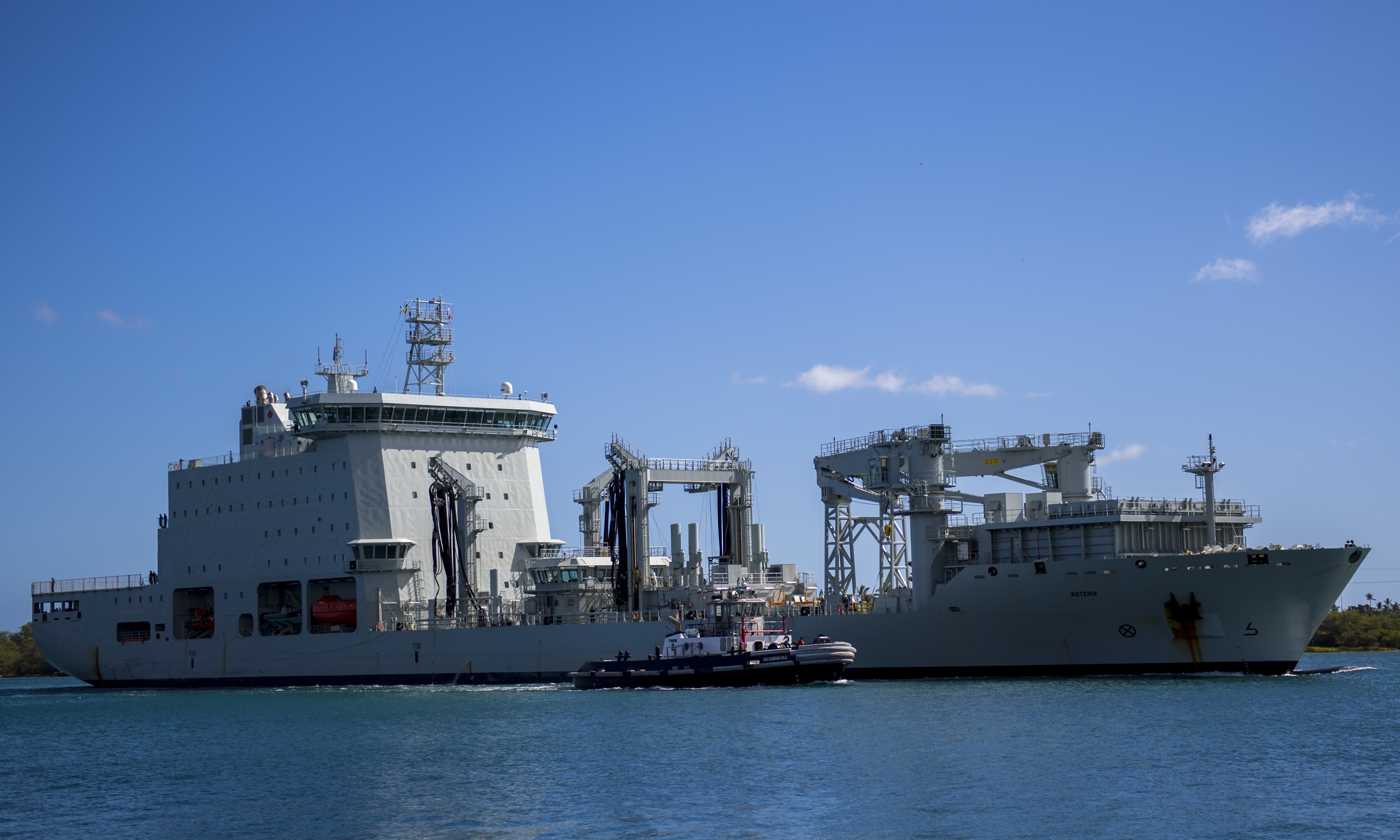
MV Asterix

- MV Asterix – zásobovací tanker
- HMCS Oriole (KC 480) – jachta

## Plánované akvizice
- Třída Protecteur (2 ks) – Podpůrné lodě[2]
- Třída Harry DeWolf – Arktické hlídkové lodě (2 ks)
- Třída River – Společná náhrada za třídy Iroquois a Halifax. Plánována stavba až 15 ks.
- Canadian Patrol Submarine Project (CPSP) – Roku 2024 zahájený program náhrady třídy Victoria. Plánována je akvizice až 12 ponorek.[3]